# Eurylabus larvatus
Eurylabus larvatus är en stekelart som först beskrevs av Christ 1791.  Eurylabus larvatus ingår i släktet Eurylabus och familjen brokparasitsteklar. Arten är reproducerande i Sverige. Utöver nominatformen finns också underarten E. l. bequaerti.